# The X Factor (США)
The X Factor — американская версия британского телевизионного музыкального шоу талантов The X Factor, созданное британским продюсером, Саймоном Коуэллом, премьера которого состоялась 21 сентября 2011 года на канале Fox.
Победитель определяется зрителями шоу по телефону, интернету и SMS-голосованию и получает контракт на запись с лейблом звукозаписи Syco Music стоимостью 5 миллионов долларов в первом и втором сезонах и 1 миллион долларов в третьем сезоне. Америка проголосовала за следующих победителей: Мелани Амаро, Тейт Стивенс и дуэт Alex & Sierra.
Впервые шоу вышло в эфир 21 сентября 2011 года и с тех пор выходило ежегодно с сентября по декабрь. В шоу работает судейская коллегия, которая критикует выступления конкурсантов. Каждому участнику присваивается одна из четырех категорий. Групповые акты-это одна категория, а остальные основаны на возрасте или поле. Например, в первом сезоне категории были девочки, мальчики, группы и старше 30 лет. Каждый судья был назначен в одну из категорий[4] и выступал в качестве наставника для участников в своей категории, помогая с выбором песен, стилизацией и постановкой, а также оценивая участников из других категорий после каждого живого выступления. Они соревновались друг с другом, чтобы попытаться получить одного из участников к себе в команду чтобы выиграть конкурс, таким образом, делая их победителем судьи.
Самые успешные конкурсанты, Беа Миллер и Кейн Браун.
Первоначально судейская коллегия состояла из Коуэлла, Полы Абдул, Шерил Коул и Эл-Эй Рида, а также Николь Шерзингер и Стива Джонса в качестве соведущих. Деми Ловато и Бритни Спирс присоединились к группе во втором сезоне в качестве замены Абдул и Шерзингер, в то время как Хлои Кардашян и Марио Лопес заменили Джонса в качестве соведущих. Рид и Спирс не вернулись в третий сезон и были заменены Келли Роуленд и Паулиной Рубио, в то время как Лопес стал единственным ведущим после того, как Кардашьян не вернулась.

## Описание
Конкурс заключается в том, что любой человек мечтающий стать кем-то в музыкальной индустрии может прийти и осуществить свою мечту. На протяжении конкурса, когда дело доходит до 3 части шоу под названием «В домах судей», каждый судья назначается наставником одной из четырёх категорий — молодые, дети, лица старше 25 лет и группы (некоторые из которых могут быть сформированы из солистов, отклоненных при прослушивании во 2-й части шоу «Лагерь»).

## Жюри
На момент анонса американской версии X Factor Саймон Коуэлл был единственным подтвержденным судьей шоу. Позже он сказал, что очень серьезно относится к выбору того, кто присоединится к нему в шоу. В конце концов, в жюри вошли обладатель премии Грэмми, автор песен и музыкальный продюсер Л. А. Рид, певица Шерил Коул, и певица Пола Абдул. Коул была исключена из шоу после двух наборов прослушиваний и была заменена Николь Шерзингер.
После первого сезона продюсеры шоу заявили, что оно претерпит некоторые изменения. 30 января 2012 года было объявлено, что ни Абдул, ни Шерзингер не вернутся в качестве судьи во второй сезон. В поисках замены Коуэлл стремился нанять поп-звезду Бритни Спирс в качестве замены Шерзингер. После нескольких месяцев переговоров Коуэлл и Спирс пришли к соглашению. После работы Спирс Коуэлл искал молодую суперзвезду, чтобы привлечь более молодую аудиторию. 14 мая было подтверждено, что Деми Ловато является одним из новых судей.
13 декабря 2012 года Рид объявил, что не вернется в качестве судьи в третий сезон, вместо этого решив сосредоточиться на Epic Records. Спирс объявила 11 января 2013 года, что она не будет продлевать свой контракт еще на один сезон, решив сосредоточиться на записи своего восьмого студийного альбома. В марте 2013 года было объявлено, что Ловато снова присоединится к Коуэллу в третьем сезоне. В апреле 2013 года стало известно, что бывший судья X Factor UK, Келли Роуленд была первым кандидатом на замену Рида. В мае было официально подтверждено, что Роуланд и Паулина Рубио присоединятся к Коуэллу и Ловато в третьем сезоне.

Галерея
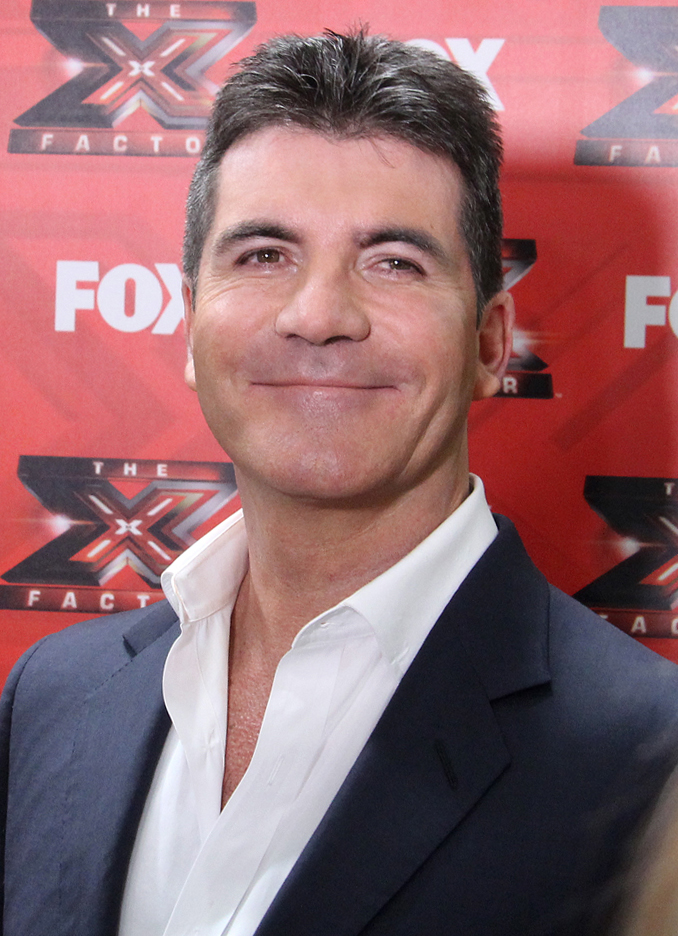
Simon Cowell (2011–2013)
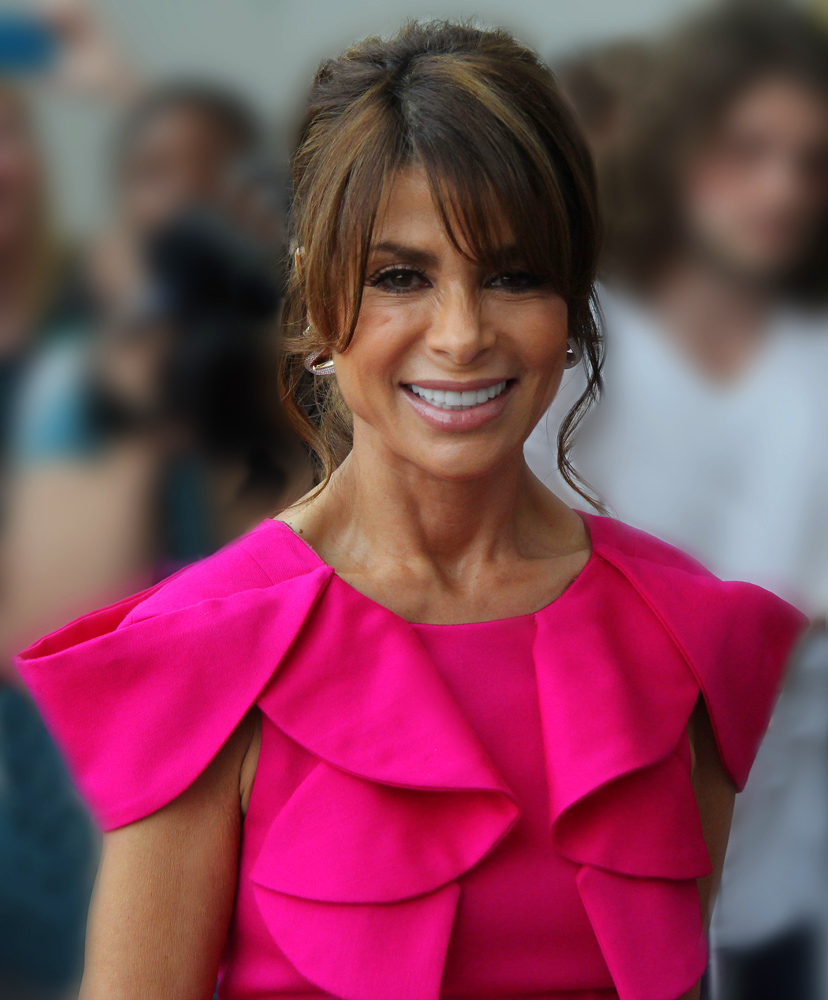
Paula Abdul (2011)
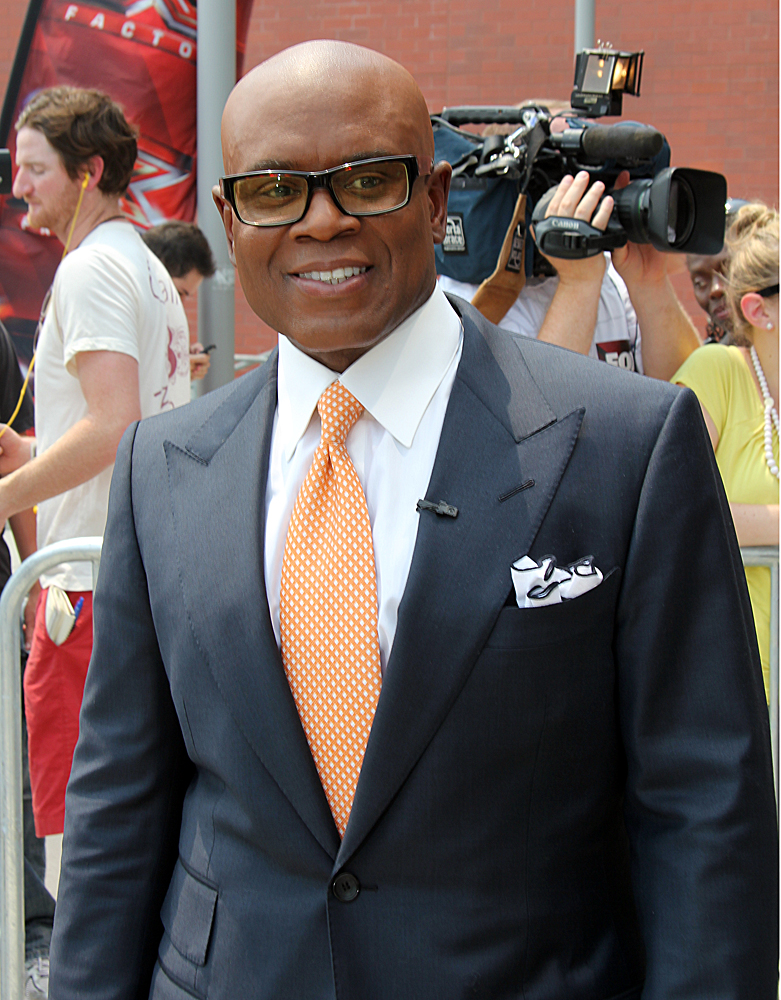
L.A. Reid (2011–2012)
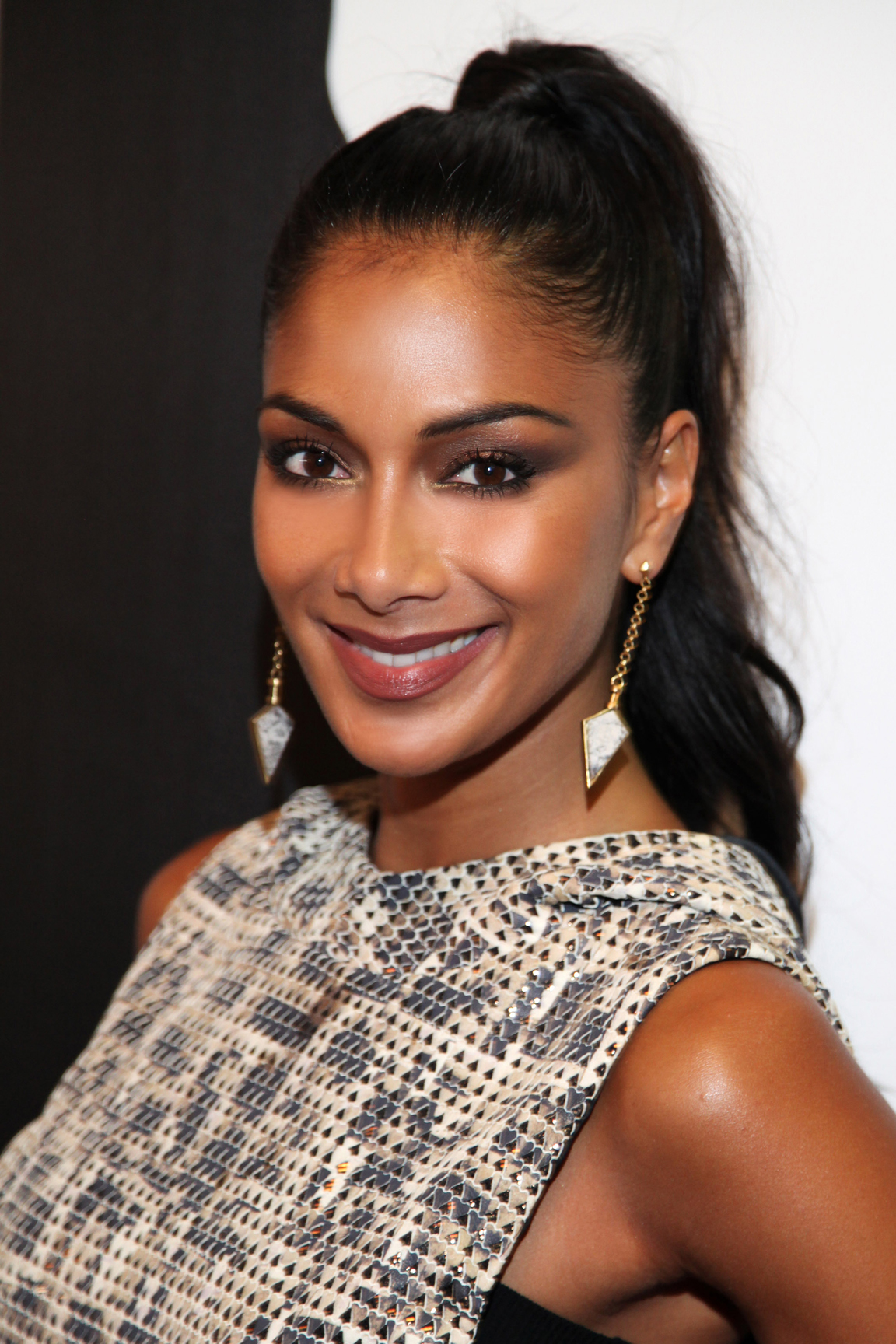
Nicole Scherzinger (2011)
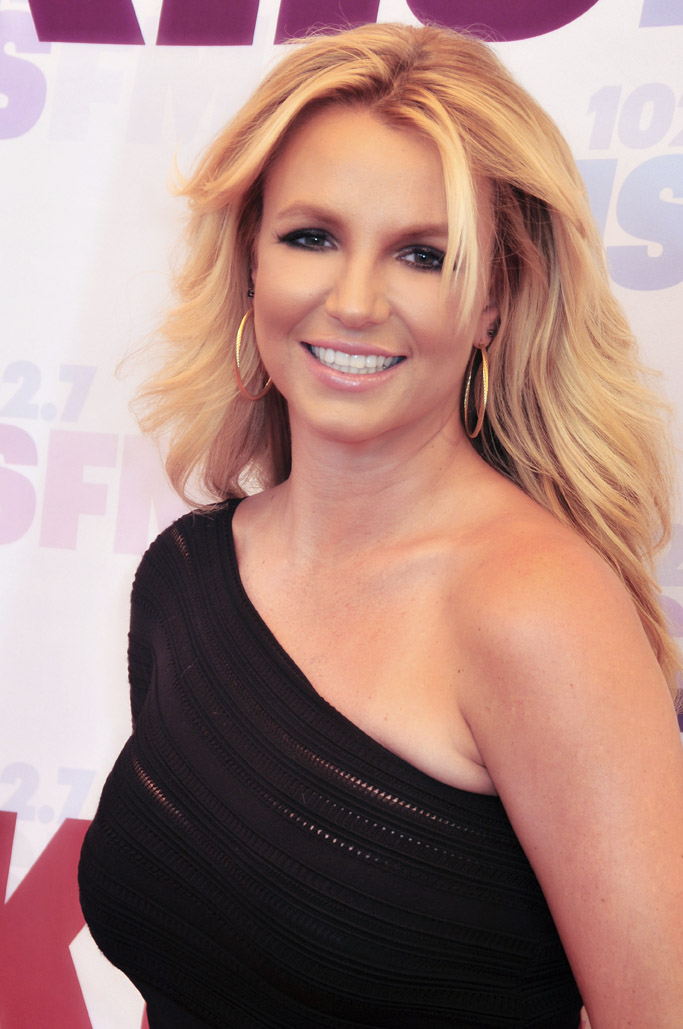
Britney Spears (2012)
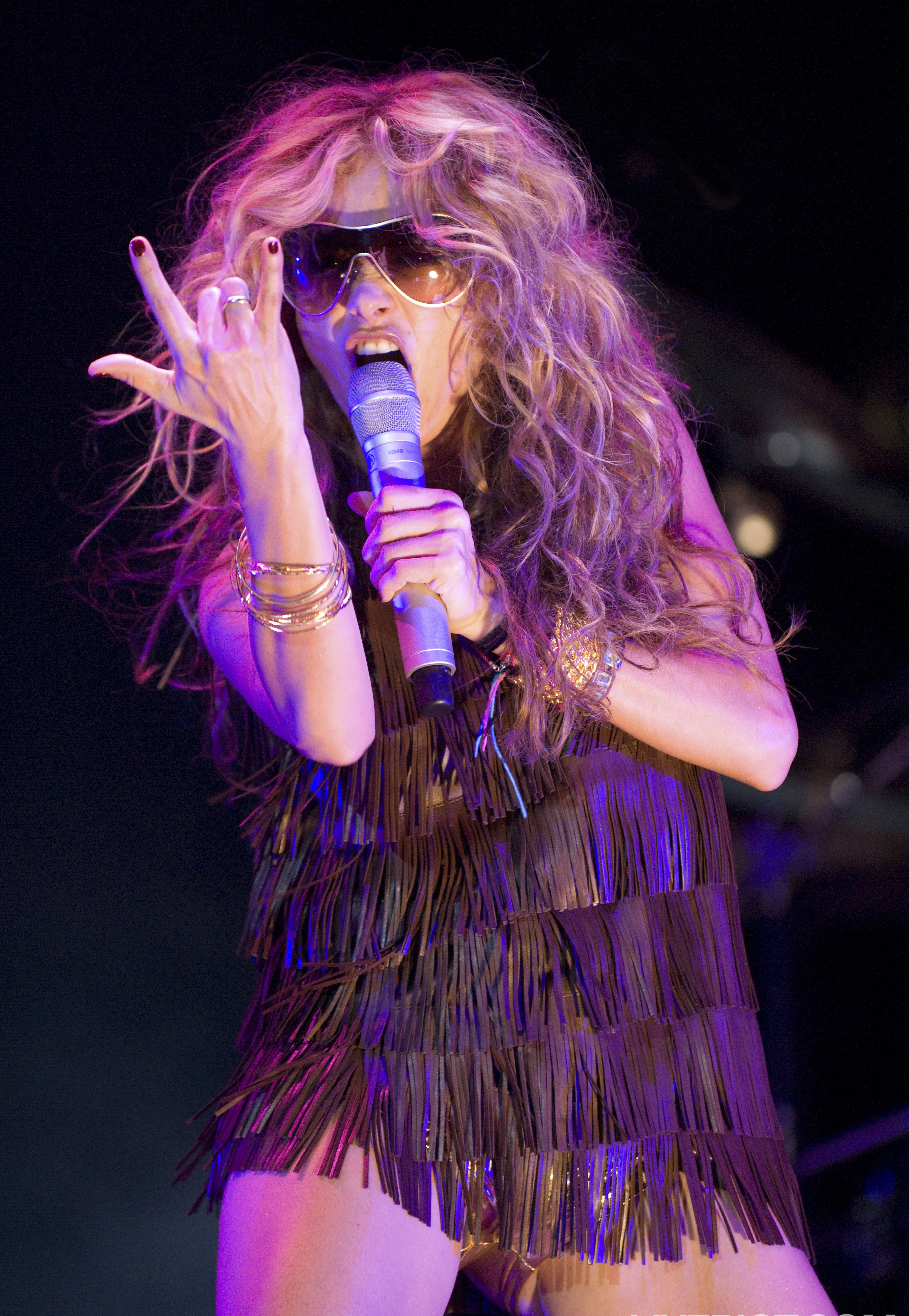
Paulina Rubio (2013)

## Отмена
7 февраля 2014 года канал Fox объявил, что X Factor не будет продлен на четвертый сезон, после того как Коуэлл решил вернуться в британское шоу. Позже, в ноябре того же года Коуэлл заявил, что он готов сделать перезагрузку американской версии, а Фокс может вернуть ее в сетку. Однако он сказал, что вернет эту версию, когда будет меньше конкуренции. По состоянию на сентябрь 2020 года неизвестно, объявит ли Fox о перезагрузке.